# NGC 5713
NGC 5713 is een balkspiraalstelsel in het sterrenbeeld Maagd. Het hemelobject ligt 82 miljoen lichtjaar van de Aarde verwijderd en werd op 11 april 1787 ontdekt door de Duits-Britse astronoom William Herschel.

## Synoniemen
- UGC 9451
- MCG 0-37-22
- ZWG 19.77
- 8ZW 447
- IRAS 14376-0004
- PGC 52412